# Scott Adams (Spieleentwickler)

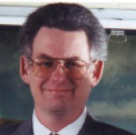
Scott Adams (2002)

Scott Adams (* 10. Juli 1952 in Miami) ist ein US-amerikanischer Programmierer und Computerspiel-Pionier, der mit seiner Firma Adventure International ab 1978 kommerzielle Textadventures für die damals neuen Heimcomputer auf den Markt brachte und so mithalf, diese Spielgattung (und Computerspiele überhaupt) vom Studentenhobby zum marktfähigen Produkt zu bringen.

## Leben

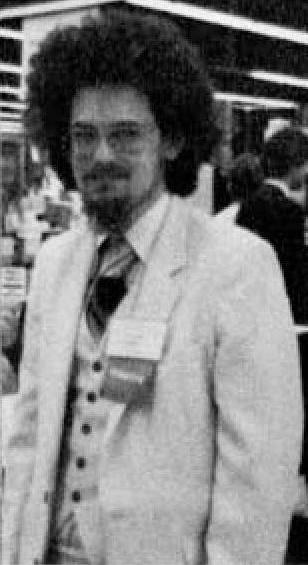
Scott Adams (1982)

Adams schloss 1972 die weiterbildende Schule ab und nahm eine Stelle am Florida Institute of Technology (FIT) an, wo er schnell zum leitenden Programmierer aufstieg. Drei Jahre später wechselte er zu RCA, für die er auf Ascension Weltraumobjekte analysierte. Nach dem Abschluss eines Informatikstudiums am FIT und einigen weiteren Jahren bei RCA wechselte er, um näher an seiner Heimat zu sein, zu einem kleinen Systemhaus in Melbourne in Florida. Dort lernte er seine spätere Frau Alexis kennen, mit der er innerhalb Floridas nach Lake Mary umzog, um eine Stelle beim Telekommunikationsausrüster Stromberg-Carlson anzunehmen. In seiner Freizeit beschäftigte er sich mit der aufkommenden Heimcomputer-Technologie. 1975 bastelte er aus einem Bausatz seinen ersten eigenen Computer zusammen, einen Sphere 1. Sein Augenmerk lag stets auf Computerspielen. Durch Arbeitskollegen wurde er mit dem Großrechner-Spiel Adventure bekannt gemacht. Fasziniert von den Möglichkeiten, die das Spiel bot, begann er in seiner Freizeit, auf einem Tandy TRS-80 Model 1 an ähnlichen Spielen zu arbeiten. Scott und Alexis gründeten die Firma Adventure International, und Scott kündigte seine Stelle bei Stromberg-Carlson, um sich auf die Erstellung und Vermarktung von Adventures zu konzentrieren. Die selbst erstellten Adventures vertrieb er zunächst, indem er sie in Computermagazinen annoncierte und Vervielfältigung und Versand selbst unternahm. Das Geschäft war rentabel; 1983 hatte die Firma 40 Mitarbeiter und war nach Longwood umgezogen.
Ab den 1980er-Jahren arbeitete Adams als Programmierer für eine Softwarefirma in Platteville.

## Werk
Seine Spiele zeichneten sich durch eine Reduktion aufs Wesentliche mit einer beinahe telegrammartigen Sprache aus und passten erst dadurch in den kleinen Speicher der frühen Heimcomputer. Sie hatten dabei aber oft trotzdem eine komplexe Handlung mit gut durchdachten Rätseln und Aufgabenstellungen. Der Parser konnte lediglich etwa 120 Wörter verstehen; das bereits 1977 entwickelte Zork der Firma Infocom verstand bereits knapp 700 Wörter. Das US-Magazin Computer Entertainment bewertete Zwei-Wort-Parser entsprechend als „primitiv“. Nick Montfort, Professor für Digitale Medien am MIT, stellte in einem Werk zur Interactive Fiction heraus, dass Adams Ruf nicht auf qualitativ hochwertigen Spielen basiere, vielmehr seien diese voller Rechtschreibfehler, von fragwürdiger Grammatik und in einer Art Pidgin-Englisch geschrieben. Die Spiele seien aber überall erhältlich gewesen und hätten den damals erst entstehenden Heimcomputermarkt bedient. Scott Adams’ Spiele gab es nur in englischer Sprache; Übersetzungen wurden zwar mehrfach versucht (so im Auftrag der Firma Tandy Radio Shack), scheiterten aber an der für andere Sprachen ungeeigneten vereinfachten Grammatik der Spiele. Zum Teil waren die Ergebnisse gar nicht komplett spielbar, da durch die Übersetzung entstandene Ambiguitäten nicht programmtechnisch berücksichtigt worden waren. Das zu Grunde liegende Speicher sparende Programmsystem wurde in Form eines Adventure-Generator-Programms und des ersten Spiels, Adventureland in der BASIC-Fassung nach einigen Jahren in einer spezialisierten Zeitschrift (später in Buchform) veröffentlicht und in Folge Basis vieler anderer Adventure-Spiele; bis zu diesem Zeitpunkt hatten aber viele Fans die Spiele bereits durch Reverse Engineering auf eigene Faust entschlüsselt und basierend auf ihren Erkenntnissen eigene Programmsysteme entwickelt. Durch den immer weniger schwer wiegenden Faktor Speicher verloren Scott Adams’ Spiele bereits nach wenigen Jahren völlig an Bedeutung. Beispielsweise war das Großrechner-basierte Fortran-Programm Adventure, aus dem sein Spiel Adventureland hervorging, mittlerweile selbst auf Heimcomputern spielbar geworden. 2011 urteilte der Ludohistoriker Jimmy Maher retrospektiv, dass Adams zwar von der Mainstream- und Retro-Presse hofiert werde, dass seine Werke von der zeitgenössischen Interactive-Fiction-Szene aber „bestenfalls als historische Kuriositäten“ betrachtet würden. Laut Maher bestand Adams’ Leistung darin, Adventures aus dem universitären Großrechner-Kontext in private Haushalte gebracht und dabei aufgezeigt zu haben, dass man von der Produktion von Computerspielen „ziemlich gut“ leben könne.
2013 veröffentlichte er ein Textadventure namens The Inheritance, das technisch an seine alten Werke anknüpfte und sich inhaltlich mit Religion beschäftigte. 2017 gründete er das Entwicklerstudio Team Clopas, das 2018 bzw. 2019 die Textadventures Escape the Gloomer und Adventureland XL veröffentlichte.

## Werke
- Adventureland (1978)
- Pirate Adventure (1978–1979)
- Secret Mission (1979)
- Voodoo Castle
- The Count (1979)
- Strange Odyssey (1979)
- Mystery Fun House (1979)
- Pyramid of Doom (1979)
- Ghost Town (1981)
- Savage Island, Part I (1982)
- Savage Island, Part II(1982)
- Golden Voyage (1982)
- Sorcerer of Claymorgue Castle (1982)
- Return to Pirate's Isle (1983)
- Questprobe:
  - Questprobe #1: The Hulk (1984)
  - Questprobe #2: Spider-Man (1984)
  - Questprobe #3: The Fantastic Four (1984)
- The Adventures of Buckaroo Banzai (1984)
- Return to Pirate's Island 2 (2000)
- The Inheritance (2013)
- Escape the Gloomer (2018)
- Adventureland XL (2019)